# Wotton-under-Edge
Wotton-under-Edge – miasto i civil parish w Wielkiej Brytanii, w Anglii, w hrabstwie Gloucestershire, w dystrykcie Stroud. W 2011 roku civil parish liczyła 5627 mieszkańców. Wootton under Edge jest wspomniana w Domesday Book (1086) jako Vatune.